# Goździk skupiony
Goździk skupiony (Dianthus barbatus subsp. compactus (Kit.) Nyman) – podgatunek goździka brodatego należący do rodziny goździkowatych. Według niektórych ujęć taksonomicznych uznawany za odrębny gatunek Dianthus compactus Kit. lub za odmianę goździka brodatego Dianthus barbatus var. compactus (Kit.) Heuff.. Występuje w południowej, środkowej i wschodniej Europie. W Polsce wyłącznie w Bieszczadach. Jest objęty ochroną.

## Rozmieszczenie geograficzne
Występuje w Europie południowej (Bośnia i Hercegowina, Bułgaria, Włochy, Rumunia, Serbia), środkowej (południowa Austria, zachodnie Węgry, Polska, Słowacja) i wschodniej (Ukraina). W Polsce występuje wyłącznie w Bieszczadach sięgając na zachód po linię Smerek – Jasło.

## Morfologia
ŁodygaWzniesiona, sztywna, o wysokości 20–40 cm. Jest przeważnie pojedyncza, a tylko czasami górą rozgałęzia się.
LiścieUlistnienie nakrzyżległe. Liście 1-nerwowe, równowąskie, ostro zakończone, nasada w postaci pochwy dużo krótszej od szerokości liścia.
KwiatyZebrane w zbite wierzchotki na szczytach pędów. Kielich o długości 14–17 mm, purpurowofioletowe, jajowatolancetowate łuski podkielichowe mają długość 12–18 mm i zakończone są cienkim i wiotkim końcem, który dosięga końca kielicha. Płatki korony różowe, drobne (długość 5–6 mm). Mają ząbkowane końce.
OwocWydłużona torebka z nasionami o długości ok. 2 mm.

## Biologia i ekologia
Bylina, hemikryptofit. Kwitnie w lipcu i sierpniu. Siedliskiem są łąki górskie, traworośla, borówczyska, głównie na świeżych i kwaśnych glebach. W Polsce rośnie w Bieszczadach od wysokości 600 m n.p.m. po najwyższe szczyty.

## Zagrożenia i ochrona
Od 2014 roku roślina jest objęta częściową ochroną gatunkową (jako Dianthus compactus). W latach 1983–2014 gatunek podlegał ochronie ścisłej. Część jego stanowisk znajduje się w Bieszczadzkim Parku Narodowym. Nie jest zagrożony.